# Landesarbeitsgericht Jena
Das Landesarbeitsgericht Jena war von 1927 bis 1945 ein Landesarbeitsgericht mit Sitz in Jena.

## Geschichte
Gemäß Arbeitsgerichtsgesetz vom 23. Dezember 1926 wurden in Deutschland Arbeitsgerichte gebildet. Für Thüringen entstand so 1927 das Landesarbeitsgericht Jena. Diesem waren die 12 Arbeitsgerichte Altenburg, Apolda, Arnstadt, Eisenach, Gera, Greiz, Gotha, Jena, Meiningen, Saalfeld, Sondershausen und Sonneberg nachgeordnet.
Das Landesarbeitsgericht Jena wurde zum 1. November 1934 als Landesarbeitsgericht Weimar nach Weimar verlegt.